# كلارنس لوشبو
كلارنس تشانسيلوم لوشبو الابن، (15 مارس 1916-13 أكتوبر 2000) كان طبيبًا أمريكيًا وأخصائيًا في علم الأمراض. كان يعتبر خبيرًا في الحوادث والإصابات الإشعاعية، بالإضافة إلى كونه رائدًا في أبحاث السلامة الإشعاعية، وعُرف بأبحاثه المثيرة للجدل التي أُجريت على البشر.
بدأ لوشبو حياته المهنية في عام 1939 كأستاذ في قسم علم الأمراض في جامعة شيكاغو، بينما كان يعمل للحصول على درجة الدكتوراه. تزامنت أبحاثه الطبية المبكرة مع بداية الحرب العالمية الثانية، وأسفرت عن اكتشاف إمكانات استخدام المركبات التي يتم اختبارها كأسلحة كيميائية في العلاج الكيميائي. بعد حصوله على شهادة طبية من المدرسة في عام 1948، التحق بمختبر لوس ألاموس الوطني كأخصائي في علم الأمراض، وبدأ في تطوير خبرته عبر تطبيق أساليب علمية على ضحايا الحوادث الإشعاعية.
بدأ برنامج تحليل الأنسجة البشرية في لوس ألاموس في عام 1958 بعد أن أجرى لوشبو تشريحًا لجثة سيسيل كيلي، الذي توفي جراء قصور القلب الناجم عن الإشعاع بعد تعرضه لحادث خطير في لوس ألاموس. انتهز لوشبو فرصة لتحليل بقايا كيلي لتأكيد أو تحسين إجراءات السلامة في لوس ألاموس فيما يتعلق بالتعرض للإشعاع. تحقيقًا لهذه الغاية، استأصل لوشبو بعض الأعضاء والأنسجة المشععة من جسد كيلي لتحليلها، ما أسفر عن تطوير حدود أكثر أمانًا للتعرض للإشعاع. تم التشكيك في مدى ملاءمة استئصال أعضاء كيلي في النهاية، ورفعت ابنته دعوى قضائية ناجحة ضد لوشبو ولوس ألاموس في عام 1996.
استمرت مهنة لوشبو في قسم العلوم الطبية والصحية في جامعات أوك ريدج المنتسبة، حيث حضر لقيادة العديد من المساعي العلمية، أبرزها برنامج تشعيع كامل الجسم، وهو برنامج تجريبي مصمم لتحديد الحدود التي سيبدأ عندها التعرض للإشعاع بإحداث التسمم الإشعاعي. رغم أن أهداف البرنامج كانت متجهة نحو تحسين بروتوكولات الأمان الإشعاعي، أصبحت مثيرة للجدل بسبب حقيقة أن الأشخاص الخاضعين للاختبار لم يكونوا على دراية بأنهم يتعرضون للإشعاع، والذي تم بثه في غرف مخصصة على شكل غرف انتظار. أصبح لوشبو رئيسًا للقسم وساعد في تأسيس مركز المساعدة في حالات الطوارئ الإشعاعية/موقع التدريب، وهي منظمة استشارية رئيسية تعمل استجابةً للطوارئ في وزارة الطاقة.

## النشأة والتعليم
ولد كلارنس تشانسيلوم لوشبو الإبن في 15 مارس 1916 في كوفينغتون بولاية كنتاكي. كان والده، كلارنس لوشبو، عاملًا في محطات بضائع السكك الحديدية وتوفي بعد إصابته بالإنفلونزا الإسبانية في عام 1918. التحق لوشبو بمدرسة ولنات هيلز الثانوية في سينسيناتي، أوهايو، بالقرب من المكان الذي نشأ فيه. عندما كان طفلًا، كان طالبًا مجدًّا، وانتخب رئيسًا للصف خلال سنته الأخيرة، متغلبًا على الطالب وزميله المستقبلي، يوجين ساينجر. كان أيضًا عضوًا نشطًا في الكشافة الأمريكية.
التحق بجامعة سينسيناتي، حيث درس لمدة ثلاث سنوات قبل أن ينتقل في عام 1937 إلى جامعة شيكاغو، حاصلًا على درجة البكالوريوس في علم التشريح عام 1938.

## المهنة الأكاديمية
بعد التخرج، حصل على زمالة في كلية الطب بجامعة شيكاغو، رغم أنه كان مترددًا في ذلك الوقت بشأن السعي للحصول على شهادة الطب. حصل على درجة الدكتوراه في علم الأمراض التجريبي، وعمل أيضًا كمدرس وأستاذ مساعد في قسم علم الأمراض.
خلال فترة دراسته العليا في كلية الطب بجامعة شيكاغو، عمل بشكل وثيق مع الأستاذ في قسم علم الأمراض، بول شتاينر. نشر الاثنان نتائج دراسة وصفا فيها حالة انصمام بالسائل السلوي بناءً على دراسة حالة لثماني عمليات تشريح لجثث نساء حوامل توفين فجأة أثناء الولادة. رغم أن المضاعفات قد وُصفت في الأصل عام 1926 من قبل ج. ر. ماير في جامعة ساو باولو، اعتُبر تقرير لوشبو وشتاينر لعام 1941 منشورًا بارزًا أتاح الاعتراف بالتشخيص على نطاق واسع ضمن المجتمع الطبي. أعيد نشره في النهاية على هذا النحو في دورية الجمعية الطبية الأمريكية.
أكمل لوشبو برنامج الدكتوراه في عام 1942. نُشرت أطروحته في العام التالي، بعنوان تأثير التسمم الكحولي على المقاومة المكتسبة لعدوى المكورات الرئوية في الأرانب، في دورية علم المناعة. بعد ذلك، انضم إلى هيئة التدريس في الجامعة كعالم وأستاذ في علم الأمراض. خلال الحرب العالمية الثانية، نُسقت جهوده البحثية من خلال المجهود الحربي، وعمل في مخبر السموم في الجامعة، حيث كان يبحث عن غازات الأعصاب لاستخدامها كأسلحة كيميائية في المجهود الحربي، والبحوث التي استخدمت مختلف الحيوانات في الاختبار. بحث مع مستشاره فرانكلين سي. ماكلين في إمكانية استخدام خردل النيتروجين لهذا الغرض، وحدد لاحقًا أن خصائصه السامة للمفاوية لها تطبيقات علاج كيميائي محتملة. حصل على الفضل في دراسة استكشفت هذه التطبيقات مع موضوعات الاختبار البشرية.

## مختبر لوس ألاموس الوطني
غادر لوشبو جامعة شيكاغو في عام 1949 لينضم إلى المركز الطبي في مختبر لوس ألاموس الوطني كأخصائي في علم الأمراض. عُرضت الوظيفة عليه من قبل فرانكلين ماكلين، وشملت العمل البحثي في مجموعة أبحاث لوس ألاموس الطبية الحيوية، بالإضافة إلى العمل السريري في مركز لوس ألاموس الطبي. وفقًا لهذا المطلب السريري، تقدم بطلب للحصول على رخصة طبية وأجرى الاختبار في نيو مكسيكو. اجتاز الامتحان العلمي للجمعية الطبية الأمريكية، ورغم أنه لم يكمل إقامة رسمية، أمضى جزءًا من فترة عمله المثبت في جامعة شيكاغو في الممارسة الطبية وحصل على رخصة طبية.
أثناء إقامته في لوس ألاموس، عمل من عام 1950 حتى عام 1958 كمساعد مسؤول الصحة في مقاطعة لوس ألاموس.

### مختبر أوك ريدج الوطني
في عام 1963، بعد وقت قصير من طلاقه من زوجته الأولى، غادر لوشبو مختبر لوس ألاموس للانتقال إلى أوك ريدج بولاية تينيسي، وانضم إلى معهد أوك ريدج للدراسات النووية بصفته كبير العلماء في قسم العلوم الطبية والصحية. ذكر أن طلاقه كان جزءًا من سبب الانتقال، ولكن السبب الأكبر كان فرصة مواصلة عمله على الأحياء، لأن عمله في لوس ألاموس كان مقتصرًا على الجثث.

### برنامج تشعيع كامل الجسم
في أوك ريدج، انخرط لوشبو بناءً على طلب من وكالة ناسا وهيئة الطاقة الذرية الأمريكية في بحث مصمم للتأكد من النقطة التي يبدأ عندها التعرض للإشعاع بإحداث التسمم الإشعاعي الحاد. بدأ البحث عام 1960 واستمر حتى عام 1974، إذ تم تعريض نحو 89 مريضًا قُبلوا في عيادة قسم العلوم الطبية والصحية لعلاج السرطان لمستويات عالية من الإشعاع المؤين. حضر لوشبو في عام 1964، مع أخصائي أمراض الدم، غولد أندروز، لقيادة المشروع.